# 瑞安角
72°18′S 95°51′W / 72.300°S 95.850°W
賴仁角（英語：Ryan Point）是南極洲的海岬，位於埃爾斯沃思地的瑟斯頓島東端，洛夫格倫半島和蒂爾尼半島之間，現由南極條約體系管理。